# Jorge Graví
Jorge Graví, vollständiger Name Jorge Daniel Graví Piñeiro, (* 16. Januar 1994 in Treinta y Tres) ist ein uruguayischer Fußballspieler.

## Karriere
Der 1,85 Meter große Mittelfeldakteur Graví stand mindestens in der Clausura 2014 und erneut in der Clausura 2015 im Kader des Erstligisten Danubio FC. Dort debütierte er unter Trainer Leonardo Ramos am 15. Februar 2015 beim 1:0-Auswärtssieg gegen den Racing Club de Montevideo mit einem Startelfeinsatz in der Primera División. Bis zum Saisonende 2014/15 lief er in insgesamt zehn Begegnungen (kein Tor) der höchsten uruguayischen Spielklasse und in drei Partien (kein Tor) der Copa Libertadores 2015 auf. In der Spielzeit 2015/16 kam er in 22 Erstligaspielen (zwei Tore) und einer Partie (kein Tor) der Copa Sudamericana 2015 zum Einsatz. Um elf Erstligaeinsätze und zwei Tore stockte er seine Einsatzstatistik in der Saison 2016 auf.